# Iglesia de la Paloma
La iglesia de la Paloma es el nombre popular que recibe la iglesia de la parroquia de San Pedro el Real, un templo católico situado en la ciudad española de Madrid, en la calle de la Paloma. Es parte de las celebraciones religiosas de la verbena de la Paloma.
Empezó a construirse a finales del siglo XIX y en él se encuentra un cuadro de Nuestra Señora de la Soledad, conocido como Virgen de la Paloma. Se trata de una de las imágenes de mayor devoción entre los católicos madrileños.

## Toponimia e historia

### Nombre popular
La iglesia toma su nombre popular de la citada imagen mariana y ésta de la calle de la Paloma, donde fue hallado el cuadro a finales del siglo XVIII. Según la tradición, el lienzo fue encontrado en un corral de esta vía madrileña y entregado a Andrea Isabel Tintero, vecina de la zona, quien, después de enmarcarlo, decidió exhibirlo en el portal de su casa.
La imagen empezó a ser venerada por los vecinos del barrio, extendiéndose su culto a toda la ciudad e, incluso, a la realeza. La tradición sostiene que la reina María Luisa de Parma, esposa de Carlos IV, era devota de la misma.
En 1796 fue erigida una pequeña capilla, para custodiar la imagen. Fue realizada por el arquitecto Francisco Sánchez, discípulo de Juan de Villanueva.

### Nombres oficiales

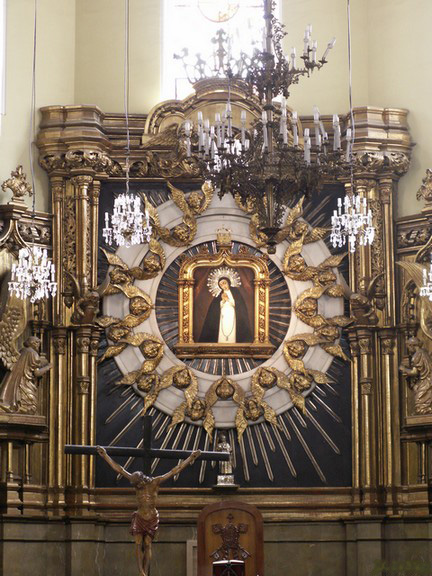
Altar mayor de la iglesia, presidido por el lienzo de la Virgen de la Paloma.

La denominación oficial de San Pedro el Real proviene de la iglesia conocida como san Pedro el Viejo, antiguamente llamada de san Pedro el Real. En 1891 perdió la categoría de parroquia, trasladándose ésta a la capilla de la calle de la Paloma, que fue ampliada y transformada para adaptarse a sus nuevas funciones parroquiales. Con el traslado de la parroquia de San Pedro el Real a la de la Paloma, el edificio de la calle del Nuncio empezó a ser conocido como San Pedro el Viejo, en un intento por evitar los equívocos entre los dos templos, aunque nunca llegó a existir confusión pues muy pronto se impuso el nombre popular de Iglesia de la Paloma para designar al nuevo edificio, reservándose el de San Pedro para el primitivo (con el 'apellido' de el Viejo).

## Descripción
La iglesia actual se alza sobre el solar de la primitiva capilla erigida a finales del siglo XVIII. Ésta fue derribada en el año 1896 y sustituida por un edificio más amplio, construido en estilo neomudéjar, con algunos elementos neogóticos. Se inauguró el 23 de marzo de 1912.
Se debe al arquitecto Lorenzo Álvarez Capra, quien trazó una planta de cruz latina, con dos naves laterales y una central, presidida por el altar mayor (donde se encuentra el lienzo de la Virgen de la Paloma).
Su fachada principal está integrada por un cuerpo central con pórtico, a cuyos lados se elevan dos torres gemelas. Los materiales empleados son el ladrillo rojo y la piedra, localizada en algunos elementos aislados, caso del citado pórtico.
En 1978 se promovió su restauración, que fue llevada a cabo por el arquitecto Antonio Ábalos Culebras.

## Explosión de 2021
El miércoles 20 de enero de 2021, en torno a las 15:00 horas, se registró una fuerte explosión en el interior del edificio ubicado en el número 98 de la calle Toledo, sede de una residencia de sacerdotes y locales de Cáritas, perteneciente a la parroquia Virgen de La Paloma. Hubo cuatro fallecidos y una decena de heridos. La iglesia de La Paloma lindaba en su parte trasera con el edificio siniestrado, por lo que varios cascotes y escombros cayeron sobre el tejado de la sede y causaron daños en su patio trasero.